# Karczunek (Puławy)
Pour les articles homonymes, voir Karczunek.
Karczunek (prononciation [karˈt͡ʂunɛk]) est un village de la gmina de Baranów du powiat de Puławy dans la voïvodie de Lublin, situé dans l'est de la Pologne.
Il se situe à environ 7 kilomètres au sud-est de Baranów (siège de la gmina), 22 kilomètres au nord-est de Puławy (siège du powiat) et 41 kilomètres au nord-ouest de Lublin (capitale de la voïvodie).

## Histoire
De 1975 à 1998, le village est attaché administrativement à l'ancienne Voïvodie de Lublin.

Depuis 1999, il fait partie de la nouvelle voïvodie de Lublin.